# Rozważne i romantyczne
Rozważne i romantyczne (tamilski Kandukondain Kandukondain / கண்டுகொண்டேன் கண்டுகொண்டேன) – indyjski melodramat z 2000 roku w reżyserii Rajiva Menona. Zrealizowana w języku tamilskim adaptacja klasycznej angielskiej powieści Jane Austen z 1811 roku pt. Rozważna i romantyczna. Film został również zdubbingowany w języku telugu i nadano mu tytuł Priyuraalu Pilichindi.
Zdjęcia do filmu kręcono w indyjskich stanach Tamilnadu (Karaikudi, Ćennaj) i Kerala (Munnar), przy piramidach w Gizie oraz na zamku szkockim Eilean Donan w hrabstwie Highland.

## Fabuła
Rok 1999. Kaszmir. Indie i Pakistan w stanie wojny o Kargil. Żołnierze zabijają i umierają. Niektórzy z nich wrócą do domu na zawsze okaleczeni. Jednym z nich jest major Bala (Mammootty). Przyzwyczajony do roli silnego nie może pogodzić się z utratą nogi. Żołnierz staje się ogrodnikiem. Zapija pustkę po kimś, kim był przed powrotem z wojny.
Rodzice Manohara (Ajith Kumar) mają nadzieję, że po powrocie ze studiów w Ameryce ustabilizuje się on pracując jako inżynier i poślubiając wybraną przez nich dziewczynę. Tymczasem Manoharowi marzy się wyreżyserowanie filmu. Z pasją oddaje się urzeczywistnianiu swoich marzeń...
Srikanth (Abbas) to dziecko szczęścia. Czegokolwiek się dotknie, to zamienia się w złoto. Jego promienny uśmiech pomaga wzbudzać zaufanie w ludziach, staje się gwarancją sukcesu banku, dla którego pracuje. Srikanth nie tylko odnosi sukcesy w pracy. Młodziutką dziewczynę potrafi oczarować znajomością poezji, kwiatami, słodkimi słowami...
Sowmyi (Tabu) i Meenakshi (Aishwarya Rai) to dwie kochające się siostry. Pierwsza z nich uważa, że tak jak nie wybierała swojego imienia, ani płci, tak też nie będzie mieć wpływu na wybór męża. Przyjmie pokornie każdy los. Meenakshi nie rozumie tego. Marzy o kimś wyjątkowym, kto rozpali jej serce, rozbudzi wyobraźnię, zrozumie jej pragnienia. Sowmyi pokornieje dalej podczas niepowodzeń w aranżowaniu dla niej małżeństwa. Jej pierwszy narzeczony umiera. Ten fakt zraża kolejnego...
Losy tej piątki osób skrzyżują się ze sobą.

## Obsada
- Mammootty jako Bala (odpowiednik pułkownika Brandona z powieści Jane Austen)
- Ajith Kumar jako Manohar (odpowiednik Edwarda Ferrarsa)
- Tabu jako Sowmya (odpowiednik Eleonory Dashwood)
- Aishwarya Rai jako Meenakshi (odpowiednik Marianny Dashwood)
- Abbas jako Srikanth (odpowiednik Johna Willoughby)
- Pooja Batra jako Nandini Varma
- Dino Morea jako Vinod
- Srividya jako Mahalakshmi
- Raghuvaran jako Sowmya’s Boss
- Manivannan jako Bala’s Friend
- A.R. Rahman (gra siebie)

## Muzyka i piosenki
Autorem muzyki jest A.R. Rahman. Piosenki wykorzystane w filmie:
- Yenna Solla Pogirai (Shankar Mahadevan)
- Smiyai (Devan, Clinton, Dominique)
- Kannamoochchi (Yesudas, Chitra)
- Suttum Vizhi (Hariharan)
- Konjum Mainakkale (Sadhana Sargam)
- Yengae Yenathu Kavithai (Chitra, Srinivas)
- Kandukonden Kandukonden (Hariharan, Mahalakshmi Iyer)
- Illai, Illai, Solla Oru Kananu Ponthum (Shankar Mahadevan) – nagroda (National Film Awards India)